# Women's Equality Day
 (avril 2023).
Si vous disposez d'ouvrages ou d'articles de référence ou si vous connaissez des sites web de qualité traitant du thème abordé ici, merci de compléter l'article en donnant les références utiles à sa vérifiabilité et en les liant à la section « Notes et références ».

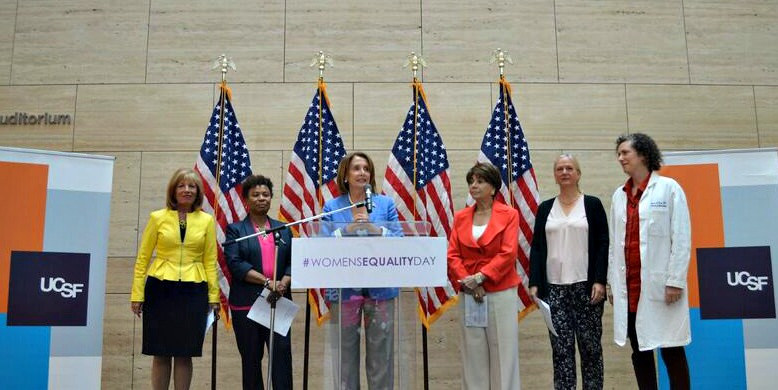
Les parlementaires Nancy Pelosi, Anna Eshoo, Barbara Lee et Jackie Speier lors du 96e anniversaire du XIXe amendement, en 2016.

Le Women's Equality Day (Journée de l'égalité des femmes) est un jour célébré chaque année par le président des États-Unis pour commémorer l'accession des femmes au droit de vote à l’échelon fédéral. En effet, les femmes américaines obtiennent ce droit le 26 août 1920, lorsque le XIXe amendement de la Constitution a été ratifié ; il entre en vigueur deux jours plus tard.
Depuis 1971, chaque président publie un communiqué le jour de cette célébration, après que la représentante Bella Abzug ait fait adopter une résolution à la Chambre, désignant le 26 août comme Journée de l'égalité de la femme.
Le droit de vote des femmes aux États-Unis avait été proposé en 1848 mais n'a été adopté qu'en 1920, soit 72 ans plus tard. Néanmoins, entre-temps, plusieurs États avait déjà introduit dans leur législation le suffrage féminin, et l'appliquaient localement.

## Sources
- (en) Cet article est partiellement ou en totalité issu de l’article de Wikipédia en anglais intitulé « Women's Equality Day » (voir la liste des auteurs).